# Макауао
Макавао (на английски: Makawao) е град на остров Хаваи, част от Хавайските острови, САЩ. Селището се намира на обработен склон, североизточно от Халеакала и е известен като vnutriostrovnoy - център на земята. Там главно доминира земеделието и ранчото.

## Демографски данни
Населението на Макавао е 7184 души (2010 г.). То е преброяване на определено място, намиращо се в Мауи Каунти в американския щат Хавай.
40,54% от населението са бели хора. 0,32% от населението са афроамериканци. 17,04% от = населението са азиатци. 8,74% от населението са местни жители. 1,56% от населението са от други раси.
41,4% от населението са деца до 18 години. 51,7% от населението са женени двойки, живеещи заедно.

## География
Макавао се намира на координати 20 ° 51'13 "N 156 ° 19'1 "W. Според Бюрото за преброяване, градът е с обща площ от 12,1 км ² (4,7 мили ²), от които 12,1 км ² (4,7 мили ²) е земя и 0 км ² (0 MI ²) (0 %) е вода.